# La Roche Guillaume
La Roche Guillaume (nyní Şalen Kalesi) byla pevnost řádu templářů ve Svaté zemi. Nacházela se v křižáckém státě Antiochijské knížectví, severně od města Antiochie

## Původ

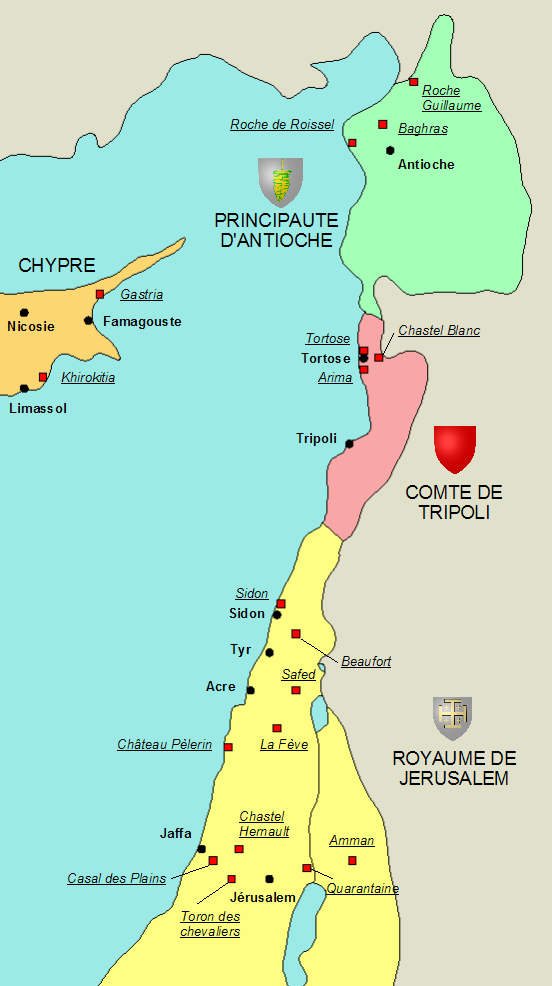
Mapa umístění pevností templářského řádu v levantských křižáckých státech, La Roche Guillaume se nachází úplně nejseverněji

Datum, kdy templáři získali kontrolu nad pevností není znám, ví se však, že než ji získali templáři, měli ji ve svém vlastnictví francouzští šlechtici z rodu De La Roche. Legenda praví, že sultán Saladin pevnost oblehl, protože se zde ukrýval rytíř Jehan Mange, kterému se chtěl Saladin pomstít. Několik let před tím byl Jehan Mange exkomunikován z církve pro vraždu. Rytíř se proto snažil najít útočiště u Saladina na muslimském území. Saladin Jehana přijal a pověřil ho výcvikem svého synovce. Ale Mange toužil získat zpět své postavení mezi křesťany a dezertoval od Saladinova synovce k templářům, za což si od Saladina vysloužil nelibost a slib pomsty. Saladin proto vytáhl na templářské velitelství La Roche-Guillaume, ale zprávy z Palestiny, že jeruzalémský král Kvido z Lusignanu vytáhl se svými rytíři k Tripolisu a příchod třetí křížové výpravy do země učinil brzký konec obléhání pevnosti.
Roku 1203 kontrolu na pevností převzal arménský král, ale roku 1237 na ni Templáři vznesli nárok, tedy v té samé době, kdy zahájili tažení za znovudobytí hradu Trapessac, nacházejícího se přibližně patnáct kilometrů odtud. Na přelomu roku 1298–1299 byla La Roche Guillaume znovudobyta muslimy, když egyptský sultán odeslal vojsko do oblasti severní Sýrie. Během tažení Egypťanů jim padl do rukou také křesťanský hrad Servantikar.

## Popis

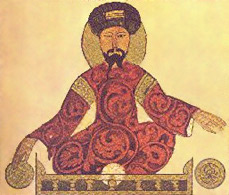
Saladin na obrázku arabského kodexu z 12. století.

Pevnost La Roche Guillaume zaujímala strategickou pozici na 1250 metrů vysoké skále na planinou Kara Çu a kdo ovládal pevnost, měl pod kontrolou silnici vedoucí z Antiochie.
Dnes z pevnosti zbyly jen ruiny. Zříceniny však přesto poskytují obrázek o konstrukci hradu užité na skále, do níž byly základy pevnosti vytesány. Zbytky základů pevnosti naznačují, že by mohla být byzantského původu, nebo že přinejmenším některé stavební úpravy na pevnosti provedli Byzantinci. Nejzachovalejší část na celé pevnosti je hradní kaple, která je typickým vybavením pro pevnosti církevních rytířských řádů.